# Iskar (huyện)
Iskar là một huyện thuộc tỉnh Pleven, Bungaria. Dân số thời điểm năm 2001 là 9107 người.